# تیم ملی بسکتبال ۳ نفره افغانستان
تیم ملی بسکتبال ۳ نفره افغانستان تیم ملی بسکتبال افغانستان است که توسط فدراسیون ملی بسکتبال افغانستان اداره می‌شود. این تیم به نمایندگی از افغانستان در رقابت‌های بین‌الدولی بسکتبال سه نفر (۳ درمقابل ۳) به میدان می‌رود.